# Кайсгайм
Кайсгайм (нім. Kaisheim) — громада в Німеччині, знаходиться в землі Баварія. Підпорядковується адміністративному округу Швабія. Входить до складу району Донау-Ріс.
Площа — 41,56 км2. Населення становить 3851 ос. (станом на 31 грудня 2020).